# Igor Cuznar
Igor Cuznar (ur. 22 lutego 1978) – słoweński kombinator norweski, reprezentant klubu SK Triglav Kranj, brązowy medalista mistrzostw świata juniorów w kombinacji norweskiej z 1996 roku i srebrny medalista w drużynie z mistrzostw w 1998 roku. 
W 1996 roku zdobył brązowy medal w konkursie drużynowym podczas mistrzostw świata juniorów w Asiago. W skład słoweńskiej drużyny weszli także Rolando Kaligaro i Roman Perko. W tej samej konkurencji zdobył też srebrny medal mistrzostw świata juniorów w Sankt Moritz w 1998 roku. Tym razem w drużynie znaleźli się też Gorazd Robnik, Jure Kosmač i Marko Simić.   
2 marca 1997 roku w Courchevel Cuznar zajął drugie miejsce w konkursie Pucharu Świata B w kombinacji norweskiej.